# Grafweg (Radevormwald)
Grafweg ist ein Ort in Radevormwald im Oberbergischen Kreis im nordrhein-westfälischen Regierungsbezirk Köln in Deutschland.

## Lage

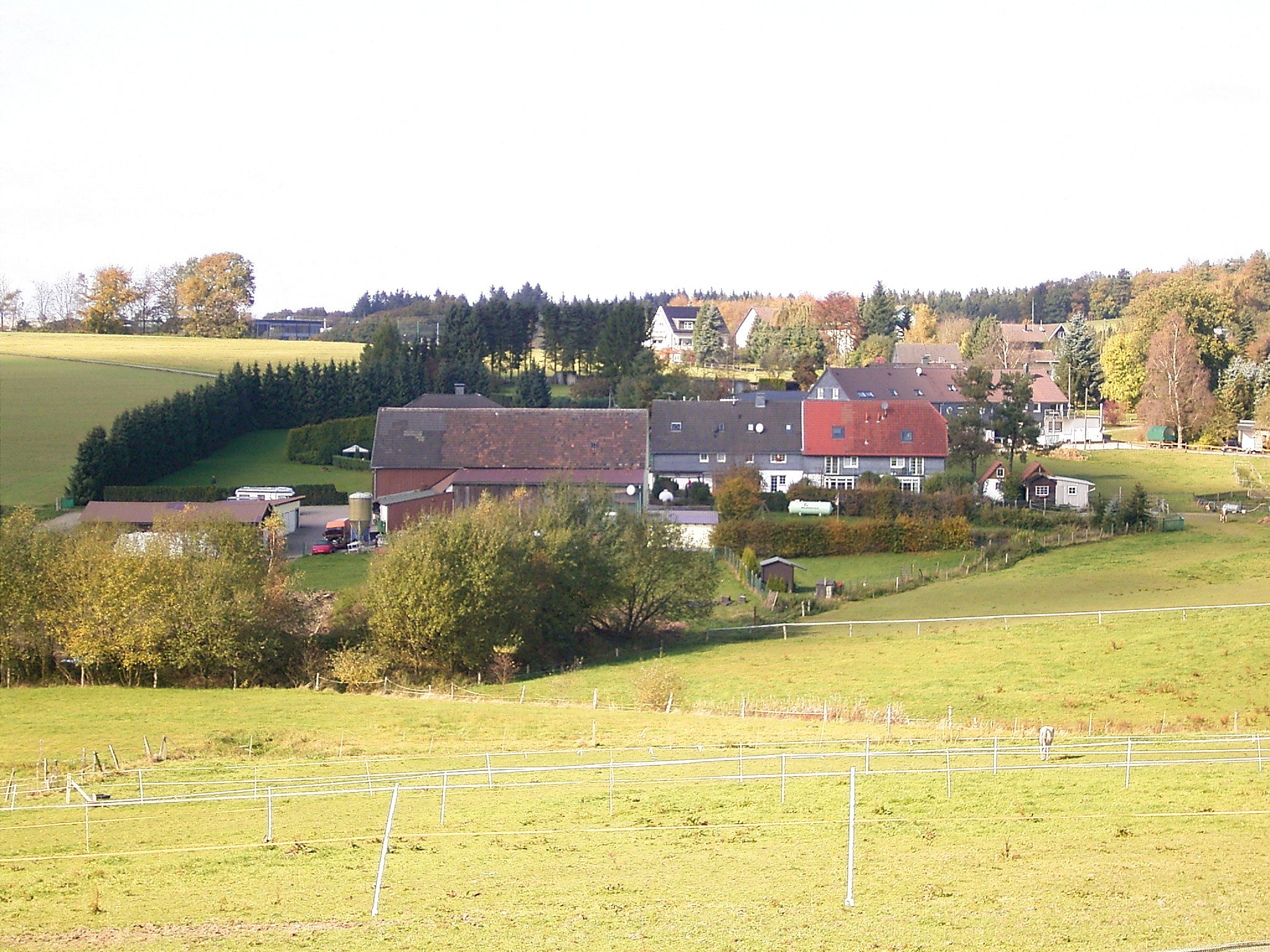

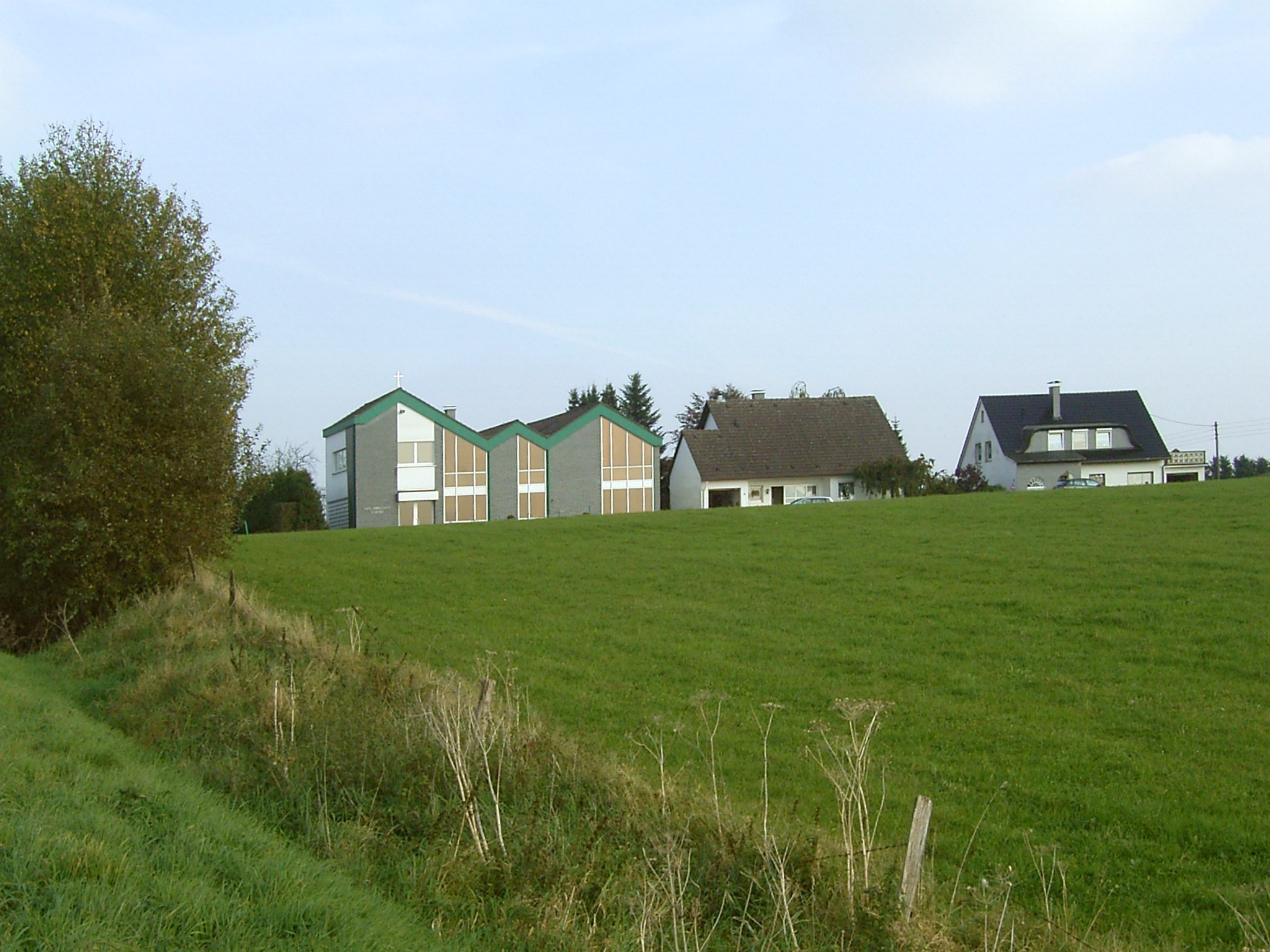

Grafweg liegt im Osten von Radevormwald direkt an der Bundesstraße 229, die von Radevormwald nach Halver führt. Weitere Nachbarorte sind Grüne, Feldmannshaus, Böhlefeldshaus, Hahnenberg und Rädereichen. 
Südlich des Ortes entspringt der Kreuzbach, dort befindet sich auch der Hirschberg (387,2 m ü. NHN).

## Geschichte
Grafweg wird 1469 zum ersten Mal urkundlich erwähnt, und zwar als "Graffwege". Dies geschieht in einer Urkunde, in der Herzog Gerhard von Jülich-Berg einem Rutger Haken den Mahlzwang über 22 Häuser bei Radevormwald verleiht (vgl. P. A. Heuser: Stadt und Pfarrei Radevormwald 1990, S. 149). Die Urkunde liegt im Stadt- und Kreisarchiv Düren unter "Jülich-Berg I, 1367" vor.

## Politik und Gesellschaft
Grafweg liegt im Radevormwalder Gemeindewahlbezirk 181, der im September 2004 922 Wahlberechtigte hatte.

## Kirchen
- Freie evangelische Gemeinde Radevormwald-Grafweg, auch Kirchengebäude.